# Бєле (Невельський район)
Бєле (рос. Белое) — присілок в Невельському районі Псковської області Російської Федерації.
Населення становить 22 особи. Входить до складу муніципального утворення Усть-Долиська волость.

## Історія
Від 2015 року входить до складу муніципального утворення Усть-Долиська волость.

## Населення
| 2001 | 2002 | 2010 |
| ---- | ---- | ---- |
| 20   | ↗22  | →22  |